# Arhitektura Kosova
Arhitektura Kosova (glej opombo) sega v neolitsko obdobje in vključuje bakreno, bronasto in železno dobo, antiko in srednjeveško obdobje. Nanjo je vplivala prisotnost različnih civilizacij in religij, o čemer pričajo strukture, ki so se ohranile do danes. Lokalni gradbeniki so združili gradbene tehnike osvajanja imperijev s priročnimi materiali in obstoječimi pogoji, da bi razvili lastne vrste stanovanj.
Srbsko pravoslavno zapuščino predstavljajo samostani in cerkve iz 14. stoletja. Arhitekturna dediščina iz osmanskega obdobja zajema mošeje in hamame iz 15., 16. in 17. stoletja. Druge zanimive zgodovinske arhitekturne strukture so kule iz 18. in 19. stoletja ter številni mostovi, urbana središča in trdnjave. Čeprav nekatere ljudske stavbe same po sebi ne veljajo za pomembne, so skupaj zelo zanimive. Med konfliktom na Kosovu leta 1999 je bilo veliko stavb, ki predstavljajo to dediščino, uničenih ali poškodovanih. V regiji Dukagjini je bilo napadenih najmanj 500 kul, večina pa jih je bilo uničenih ali kako drugače poškodovanih.
V 1990-ih in pozneje je bilo na Kosovu zgrajenih na tisoče nezakonitih objektov. Rexhep Luci, urbanist v Prištini, ki je začel pobudo za soočanje s tem problemom, je bil ubit septembra 2000.

## Antika
Antična Ulpiana je bila naselbina verskega in kulturnega pomena v Rimskem cesarstvu, ki je delovala od 1. do 7. stoletja. Porušeno v potresu leta 518 je naselje pozneje obnovil cesar Justinijan I. Mesto je imelo trajnostno urbanistično shemo, značilno za rimsko mesto glede razporeditve ulic in oskrbe z vodo. Imela je tudi 3 metre debelo mestno obzidje z stražnimi stolpi in 5 metrov široka grajska vrata. Poleg Ulpiane je še eno pomembno mesto iz rimskega obdobja Municipium Dardanorum. Med preostalimi ostanki iz tega mesta so forum (rimski), bazilika, rimski tempelj in druge stavbe.
V geofizikalnih raziskavah, ki jih je opravil albanski arheolog in tudi tujci, je bilo ugotovljeno, da je več kot 100 ha vrednih objektov, v katerih leži Ulpiana. Na severni strani mesta je pokopališče, kjer je bilo najdenih veliko predmetov: temelji bazilike (paleolitsko-krščanske) zgodnjega krščanstva, ki jih je v začetku 4. stoletja zgradil cesar Justinijan. Najdemo tudi severni vhod v mesto z obzidjem, sobo ali obliko groba. Na jugu mesta najdemo ruševine stavbe s čudovitim mozaikom. Raziskava je bila osredotočena predvsem na antične predmete, ki so bili najdeni ob straneh glavne ceste, ki je staro mesto povezovala z regijo. Pozornost je bila namenjena najdbam objektov na severnem vhodu v mesto. Z dodano uporabo zračne fotografije in satelitov v preteklih letih so arheologi brez dragega kopanja lahko našli in opisali veliko velikih antičnih zgradb, ki so vključevale javno kopališče, forum (upravno središče mesta), rezidenca škofa v dobi zgodnjega krščanstva in krstna kapela.
Spomenik dardanski kraljici je kraj s pomembnimi arhitekturnimi značilnostmi iz tega obdobja.

## Srednji vek
Stavbe iz pozne antike in zgodnjega srednjega veka, ko je bilo Kosovo pod vladavino Bizantinskega cesarstva, vključujejo trdnjave v Prizrenu, Veletinu in Kastercu ter krščanske bazilike v Ulpiani, Vërmicë in Harilaqu. Te in druge stavbe pomenijo kulturni in duhovni razvoj na tem območju. V srednjem veku so bili sočasno prisotni bizantinski, katoliški in pravoslavni spomeniki.

### Srbsko obdobje
Cerkev samostana v Dečanih / Deçan je zgradil kotorski frančiškan Vita (Vitus). Stavba je v romanskem in gotskem arhitekturnem slogu. Na slog, v katerem je bila zgrajena, vpliva zahodna tradicija, glavna kupola cerkve pa jo povezuje z bizantinskimi tradicijami. Zunanji del cerkve vsebuje detajle iz marmorja različnih barv, ki so okrašeni s skulpturami, notranji del pa bizantinske freske. Večina originalne marmorne opreme je še vedno v cerkvi, kar je nenavadno za cerkve tega obdobja na Balkanu. Cerkev je ustanovil srbski kralj Štefan Dečanski (1321–1331) in je bila zgrajena kot njegov mavzolej.

### Osmansko obdobje
Mošeja Jašar paše je mošeja iz 16. stoletja v zgodovinskem središču Prištine in je ena najstarejših stavb v Prištini. Ima molitveno dvorano, verando in minaret ter je pokrita s kupolo. Je arhitekturni spomenik kosovskega sloga z orientalskimi vplivi.
Prizrenska trdnjava stoji nad mestom Prizren. Prva omemba je iz 6. stoletja našega štetja, nazadnje pa je bila uporabljena v nerekreacijske namene leta 1912. V trdnjavi so se pojavile številne civilizacije in gradnje so se dogajale v različnih zgodovinskih obdobjih. Ostanki trdnjave so zanimivi z arhitekturnega vidika. Čeprav je pomemben zgodovinski spomenik, arheološka izkopavanja še niso zaključena.
File:Jashar Pasha mosque.jpg|Mošeja Jašar paše
File:Kaljaja1.jpg| Glavna vrata Prizrenske trdnjave
</gallery>

## Jugoslovansko obdobje
Leta 1950, na začetku socialistične Jugoslavije, je bil moto države, kar zadeva načrtovanje mest, »Uniči staro, zgradi novo«. Knjiga občinskega narodnega sveta Prištine iz leta 1959 z naslovom Priština prikazuje namere takratnega režima, da uniči prejšnje značilnosti mesta v prizadevanju, da bi mu dal sodobnejše lastnosti. Knjiga se ponaša z okoli 2200 novozgrajenimi stanovanji, številnimi zdravstvenimi objekti, upravnimi stavbami in šolami, 130.000 kvadratnimi metri novih cest in pločnikov. Po tej knjigi naj bi bila nova podoba Prištine zgrajena na ruševinah starega mesta. Postavljala so se nova obeležja in posebna skrb je bila namenjena postavljanju novih estetskih temeljev mestu.
Takoj po drugi svetovni vojni je kratko povezovanje Jugoslavije z vzhodnim blokom uvedlo kratko obdobje socialističnega realizma. Centralizacija znotraj komunističnega modela je privedla do odprave zasebnih arhitekturnih praks in državnega nadzora nad stroko. V tem obdobju je vladajoča komunistična partija modernizem obsodila kot buržoazni formalizem, potezo, ki je povzročila trenja med narodno predvojno modernistično arhitekturno elito.
Socialistična realistična arhitektura v Jugoslaviji se je nenadoma končala s Titovo ločitvijo s Stalinom leta 1948. V naslednjih letih se je narod vedno bolj obračal proti Zahodu in se vračal k modernizmu, ki je bil značilen za predvojno jugoslovansko arhitekturo. V tem obdobju je modernistična arhitektura simbolizirala odmik naroda od ZSSR (pojem, ki se je kasneje zmanjšal) z naraščajočo sprejemljivostjo modernizma v vzhodnem bloku).
Jugoslovanski prelom od sovjetskega socialističnega realizma je bil združen s prizadevanji za obeležitev spomina na drugo svetovno vojno, kar je skupaj privedlo do nastanka ogromne količine abstraktnih kiparskih vojnih spomenikov, danes znanih kot spomenik , vključno s Spomenikom bratstva in enotnosti v središču Prištine.
V poznih 1950-ih in zgodnjih 1960-ih je brutalizem začel pridobivati privržence v Jugoslaviji, zlasti med mlajšimi arhitekti, na trend, na katerega je verjetno vplival razpad Congrès Internationaux d'Architecture Moderne leta 1959.
S politiko decentralizacije in liberalizacije v SFR Jugoslaviji v petdesetih letih dvajsetega stoletja je postajala arhitektura vse bolj razdrobljena po etničnih linijah. Arhitekti so se vse bolj osredotočali na gradnjo z referenco na arhitekturno dediščino svojih posameznih socialističnih republik v obliki kritičnega regionalizma.
Stavba hotela Union stoji v središču Prištine. Gre za trinadstropno stavbo v obliki črke L v avstro-ogrskem arhitekturnem slogu s površino 500 kvadratnih metrov na tleh. Zasnoval jo je avstrijski arhitekt in zgradili leta 1927, ko so ga uporabljali kot hotel. Ker je ugleden primer tega arhitekturnega sloga na Kosovu, je bil leta 1996 razglašen za zaščiten kulturni spomenik. 22. avgusta 2009 je stavba zagorela in utrpela veliko škodo.  Stavba in okolica sta bili sanirani v restavratorskem studiu Arassociati, zaradi česar je ponovno funkcionalna. Zdaj jo upravlja The United Colors of Benetton in se imenuje Benetton Megastore v Prištini. Trgovina je bila odprta 9. septembra 2013. Streha je ostala v prvotni obliki, vhod pa je dobil novo urbanistično postavitev.
Palača mladih in športa, običajno imenovana Boro-Ramizi, je bila zgrajena leta 1977 s površino 8136 kvadratnih metrov in je bila namenjena za družbene, javne, kulturne in športne dejavnosti. Stavba je februarja 2000 zagorela zaradi okvare električnega omrežja. Zdaj deluje le del nakupovalnega centra.
- Stavba hotela Union po obnovi
- Palača mladine in športa (Boro-Ramizi)
- Kupole Kosovske narodne knjižnice Andrije Mutnjakovića (1982) v Prištini opozarjajo na islamsko dediščino Kosova

## Sodobna arhitektura

### Stolnica Kristusa Odrešenika
Gradnja stolnice se je začela leta 1995 in čeprav naj bi bila dokončana leta 1999, je gradnjo ustavila vojna na Kosovu.
Obstajajo različne skupine, ki bodisi podpirajo rušenje, dokončanje ali preureditev stavbe v muzej. Nekateri Albanci podpirajo njeno rušenje ali predelavo, razlog je, da je bila zgrajena iz političnih in ne verskih razlogov, drugi pa podpirajo njeno dokončanje. Po besedah albanskega arhitekta Eduarda Morine, ki podpira rušitev stolnice ali njeno preureditev, stolnica »... nima nobenih arhitekturnih vrednot in ni med [naštetimi] objekti kulturne dediščine, saj ne gre za staro stavbo,« nadaljuje.
Arhimandrit Sava Janjić iz samostana Visoki Dečani pa močno podpira njeno delovanje. Po njegovih besedah je stolnica arhitekturnega pomena in »...je zelo zanimiva mešanica tradicionalne in moderne arhitekture, ki kaže, da je treba spoštovati tradicijo, a gledati tudi v prihodnost.«
Po vojni na Kosovu je bila stolnica bombardirana in na njej je bila povzročena strukturna škoda. Po vojni so cerkev neznani napadalci bombardirali in jo nekaj let dali pod zaščito Natovih mirovnih sil.

### Stolnica svete Matere Terezije v Prištini
Pobudnika projekta za gradnjo rimskokatoliške stolnice v Prištini sta Ibrahim Rugova in Mark Sopi, ki sta postavila temeljni kamen za stavbo 26. junija 2005. Gradnja se je začela 5. septembra 2007, uradno pa jo je odprl predsednik Fatmir Sejdiu dne 5. september 2000.
Njen arhitekturni slog pripada neorenesančnemu italijanskemu slogu iz 16. stoletja in ga je zasnovalo Arhitekturno združenje Rima. Stolnica ima 70 metrov visok stolp.
- Stavba kosovske vlade
- Mednarodno letališče Priština "Adem Jashari"

## Ljudska arhitektura

### Kula
Vrsta stavbe, imenovana kula, je utrjena stanovanjska stavba, zgrajena na Kosovu, predvsem v regiji Dukagjini. Albanska beseda kulla v prevodu pomeni stolp. To je vrsta stavbe, ki je bila sprva zgrajena iz lesa in kamna, sčasoma pa samo iz kamna. Ta tip stavbe je značilen za kosovsko šolo narodnih albanskih stavb in jih je gradilo izključno albansko prebivalstvo na Kosovu. So tudi edine stavbe na Kosovu, ki niso bile pod vplivom tujih slogov.
Kule so močno utrjene stavbe z majhnimi okni in strelnimi odprtinami, saj je bil njihov glavni namen zagotavljanje varnosti v bojih. Prve kule, ki so bile zgrajene, so iz 17. stoletja, časa, ko so v regiji Dukagjini potekali neprekinjeni boji, čeprav je večina še ohranjenih iz 18. ali 19. stoletja. Skoraj vedno so zgrajene znotraj kompleksa stavb z različnimi funkcijami. Kule v mestih so običajno zgrajene kot samostojne strukture, v vaseh pa jih pogosteje najdemo kot del večjega ansambla kul in kamnitih hiš, ki so običajno združene glede na družinski rod, ki so mu pripadale.
Večina kul je trinadstropnih. Značilna enota njene arhitekturne strukture je v Oda e burrave (Moška soba ali zbirališče moških), ki je bila običajno postavljena v drugem nadstropju Kulle, imenovan Divanhane, medtem ko je pritličje služilo kot hlev za živino, v prvem nadstropju pa so bili družinski prostori. Material, iz katerega je zgrajena Divanhane, bodisi les ali kamen, se včasih uporablja za razvrstitev kul.
- Kula Zahir Pajaziti
- Kula Tahir Meha, Prekaz
- Kula Koši, Gjakovë
- Kula Osdautajve, Isniq
- Modernised Kula, Lešan
- Moderna kula, Gjakovë

### Pejë / Peć
Arhitektura Pejë / Peći na Kosovu opisuje veliko mešanico arhitekturnih struktur, ki so odraz vplivne tuje vladavine po vsem mestu. Arhitekturo mesta sestavljajo stavbe, strukture in konstrukcije, ki so bile zgrajene z arhitekturnim vplivom bizantinske, srbobizantinske, osmanske arhitekture, stalinistične arhitekture (bivša Jugoslavija) in modernih kultur/arhitektur. Zaradi tega je veliko cerkva, mošej, stavb, ki so zanimive točke v mestu in so jih zgradili prej omenjeni vplivi. Tuja oblast Osmanskega in Srbskega cesarstva ter zgodovinski vpliv nekdanje Jugoslavije sta oblikovala arhitekturno krajino mesta, da je postala konglomerat kultur.